# جائزة هلين ب. وارنر لعلم الفلك
وتمنح جائزة هيلين بي. وارنر لعلم الفلك سنويا من قبل الجمعية الفلكية الأمريكية لالفلكي الشباب (الذين تقل أعمارهم عن 36 عاما، أو في غضون 8 سنوات من منح الدكتوراة) للمساهمة كبيرة في الرصد أو النظري علم الفلك.

## قائمة الفائزين
هذه القائمة مأخوذة من موقع الجمعية الفلكية الأمريكية.
- 1954 عدن مينيل
- 1955 جورج هيربيغ
- 1956  هارولد جونسون
- 1957 آلان سانديج
- 1958 ميرل ف. ووكر
- 1959 إي. مارجريت بوربيدج ، جيفري بوربيدج
- 1960 هالتون أرب
- 1961 جوزيف دبليو تشامبرلين
- 1962  روبرت كرافت
- 1963 برنارد إف بورك
- 1964 مارتن شميت
- 1965 جورج دبليو بريستون
- 1966 ريكاردو جياكوني
- 1967 بيير ديمارك
- 1968 فرانك جيه لو
- 1969 والاس إل دبليو سارجنت
- 1970 جون إن باهكال
- 1971 كينيث كيلرمان
- 1972 إرميا ب. أوستريكر
- 1973  جورج كاروثرز
- 1974 ديميتري ميهالاس
- 1975  باتريك بالمر ،  بن زوكرمان
- 1976 ستيفن إي ستروم
- 1977 فرانك شو
- 1978  ديفيد شرام
- 1979 آرثر دافيدسن
- 1980 بول سي جوس
- 1981 ويليام إتش بريس
- 1982 روجر بلاندفورد
- 1983 سكوت دي تريمين
- 1984  مايكل س. تورنر
- 1985 لينوكس ل. كوي
- 1986  سيمون دي ام وايت
- 1987 جاك ويسدوم
- 1988 ميتشل سي بيغلمان
- 1989 نيكولاس كايزر
- 1990  إيثان تي فيشنياك
- 1991 شرينيفاس كولكارني
- 1992 إدموند بيرتشينغر
- 1993 جون ف. هاولي
- 1994  ديفيد ن. سبيرجيل
- 1995 اي. ستيرل فيني
- 1996  فريد سي آدامز
- 1997 تشارلز سي ستيدل
- 1998 مارك كاميونكوفسكي
- 1999 لارس بيلدستن
- 2000 واين هو
- 2001 أوروس سيلجاك
- 2002 آدم ريس
- 2003 ماتياس زالدارياغا
- 2004 ويليام هولزابفيل
- 2005  كريستوفر رينولدز
- 2006 ريم ساري
- 2007 سارة سيجر
- 2008 إليوت كواتيرت
- 2009 سكوت جودي
- 2010  سكوت رانسوم
- 2011 ستيفن آر فورلانيتو
- 2012 إريك بي فورد
- 2013 مارك كرومهولز
- 2014  كريستوفر إم هيراتا
- 2015 روث موراي كلاي
- 2016 فيليب ف. هوبكنز
- 2017 تشارلي كونروي
- 2018 ياسين علي حمود
- 2019 جو بوفي